# Zespół Cronkhite’a-Canady
Zespół Cronkhite’a i Canady (ang. Cronkhite-Canada syndrome) – bardzo rzadki, niedziedziczny zespół chorobowy cechujący się zaburzeniami rozwojowymi błony śluzowej, manifestujący się współwystępowaniem polipowatości żołądka i jelit oraz objawów skórnych. Dotyczy zwykle osób pomiędzy 30. i 85. rokiem życia.

## Historia
Zespół został opisany po raz pierwszy przez Leonarda W. Cronkhite’a i Wilmę J. Canadę na łamach New England Journal of Medicine w 1955 roku . Piśmiennictwo notuje około 400 przypadków wystąpienia zespołu, w tym około 65% u osób pochodzenia japońskiego.

## Etiologia
Przyczyny powstawania zespołu nie są znane.

## Diagnostyka
W badaniach obrazowych i endoskopowych stwierdza się polipowatość żołądka i jelit. W niektórych przypadkach obserwuje się olbrzymie fałdy błony śluzowej żołądka, podobne jak w chorobie Ménétriera. Badanie histopatologiczne wykazuje w przewodzie pokarmowym zmiany typu hamartomatosis.

## Objawy
Zaburzenia ze strony przewodu pokarmowego:
- ból brzucha
- biegunka
- zaburzenia elektrolitowe
- utrata masy ciała (skutek zaburzeń wchłaniania)

Zmiany skórne:
- rozsiana plamkowa hiperpigmentacja (najczęściej kończyn górnych)
- szybko postępujące łysienie
- zaniki paznokci rąk i stóp (onychodystrofia)

## Leczenie
Brak rekomendacji i schematów leczenie choroby. Stosuje się leczenie objawowe, uzupełnia niedobory, postuluje się leczenie glikokortykosteroidami lub podawanie ranitydyny.
Leczenie chirurgiczne rezerwuje się dla powikłań choroby, średnie ryzyko zezłośliwienia polipów szacuje się na około 10% (większe w populacji japońskiej).